# Chionogenes drosochlora
Chionogenes drosochlora är en fjärilsart som beskrevs av Edward Meyrick 1907. Chionogenes drosochlora ingår i släktet Chionogenes och familjen spinnmalar. Inga underarter finns listade i Catalogue of Life.